# 董友弟墓石雕造像
董友弟墓位于云南省大理州祥云县云南驿镇董营村，墓前两侧呈弧形排列有14尊石雕造像，文臣、武将两尊人物造像和马、羊、虎、犬、狮五尊动物造像依次排开。人像高1.8米，动物像高0.5-1米不等，均为青石雕凿而成，造型生动，线条简明流畅，保存完整，对研究明代屯田制度和石雕艺术有一定价值。
董友第原籍浙江省台州府黄岩县，明洪武十四年（1381年）随傅友德、蓝玉征云南，因战功显赫先后功授武略将军，加升武毅飞骑尉，后在云川（祥云下川坝）屯田，当地也得名董营，死后建坟墓于此。其墓属明代砖室墓，为石质瓦屋式墓阙，刻有“明武略将军睡授武毅飞骑尉始祖董公讳友弟之墓”。清光绪二年（1876年）十七代孙董友庆续修墓地，立墓志铭三块记其事迹。墓前还有一个半圆形水池，石砌池岸，半径13.25米。

## 保护情况
董友弟墓石雕造像于1988年12月28日公布为祥云县第三批文物保护单位；1993年8月划定保护范围和建控地带，为东至乡村公路，南至公路，西至水沟，北至水沟的区域内；2003年12月28日公布为云南省第六批文物保护单位。因地处野外，难以管理，2013年5月5日右侧石羊甚至被盗，2015年6月1日追回。2014年12月，建起一圈500多米的铁围栏，并安装报警设施。